# Исхрана коза у лактацији
Крива лактације коза је слична кривој код крава, мада коза достиже своју максималну дневну млечност око 4 недеље након партуса. Опадање млечности износи око 2,5% недељно. У бројним случајевима крива лактације у коза је релативно равна. Стрмија крива лактације се може остварити као резултат адекватне исхране у току периода засушења и ране лактације.
Висока производња млека захтева велико конзумирање хранљивих материја у току ране лактације, при чему треба да буде најмање 40-50% кабастих хранива у оброку. Као и краве, тако и козе високе млечности испољавају тенденцију губитка телесне масе у току ране фазе лактације (80-100 g/дан), мада је у коза мање него у крава присутна тенденција одржавања високе дневне млечности на рачун разградње телесне масе. Зато коза знатно брже реагује на промене у обезбеђењу материја од краве.
Максимална дневна млечност (пик лактације) обично се јавља пре појаве максималног апетита, који се може достићи тек са 10 недеља иза јарења. Зато је важно осигурати у раној фази лактације оброке који садрже довољно високу концентрацију хранљивих материја, која обезбеђује високу производњу млека са релативно малим губитком у телесној маси. Оброке треба формулисати у складу са генетским потенцијалом козе за производњу млека. 
У производњи млека циљ треба да буде просечна производња по једној кози од 1000 литара у току лактације. Код санске расе коза млеко треба да садржи више од 3,5% масти и више од 3,2% протеина. Да би се остварио овај циљ неопходно је обезбедити довољне количине кабастих хранива високог квалитета, тако да су допунска хранива потребна само у току ране и средње фазе лактације. 
За постизање максималне производње квалитетног млека потребно је предузети следеће:
- Обезбедити адекватну исхрану коза при крају гравидитета, ради избегавања прехрањености или потхрањености животиња. Ово се може остварити коришћењем кабастих хранива високог квалитета и увођењем оброка за лактацију пре јарења.
- Концентрована хранива треба постепено уводити у оброк у току 4-6 недеља након јарења.
- Максимално конзумирање кабасте хране остварити обезбеђењем квалитетне кабасте хране, давањем свеже кабасте хране неколико пута у току дана.
- У току једног обеда не треба да буде више од 0,5 килограма концентрата.
- Обезбедити различита хранива којима ће се стимулисати апетит коза.

Ако се располаже довољним количинама кабасте хране високог квалитета, она се може давати по вољи (ad libitum) уз употребу истих дневних количина концентрата у току лактације. Различита млечност има за последицу и конзумирање различитих количина кабасте хране, тако да је при већој млечности и већи капацитет за конзумирање овакве хране.